# Dan Henderson
Daniel Jeffery 'Dan' Henderson (Downey, 24 augustus 1970) is een Amerikaans voormalig MMA-vechter. Hij was in 2005 de laatste kampioen in het weltergewicht bij Pride (tot 83 kilo), in 2007 de laatste kampioen in het middengewicht bij Pride (tot 93 kilo) en in 2011 de laatste kampioen in het lichtzwaargewicht bij Strikeforce (tot 93 kilo).
Henderson won in mei 1998 het middengewichttoernooi van de UFC, dat toen nog geen wereldtitel in deze gewichtsklasse kende. Hij won die dag op basis van een verdeelde jurybeslissing van Carlos Newton. 
Henderson werd in december 2005 de kampioen weltergewicht bij Pride door Murilo Bustamante te verslaan in de Grand Prix-finale. In februari 2007 werd hij ook de Pride-kampioen in het middengewicht door Wanderlei Silva in de derde ronde knock-out te slaan.
Henderson vocht in 2007 voor de UFC-titel in het lichtzwaargewicht (tegen Quinton Jackson), in 2008 voor de UFC-titel in het middengewicht (tegen Anderson Silva) en in 2016 opnieuw voor de UFC-titel in het middengewicht (tegen Michael Bisping), maar verloor alle drie die partijen.
Henderson heeft een achtergrond in het worstelen en Grieks-Romeins worstelen. In die laatste discipline nam hij namens de Verenigde Staten deel aan de Olympische Zomerspelen 1992 en de Olympische Zomerspelen 1996. Hij debuteerde in juni 1997 in MMA, met een overwinning (technisch knock-out) op Crezio de Souza. Zijn 47e en laatste partij in deze tak van sport vond plaats in oktober 2016, zijn verloren (unanieme jurybeslissing) titelgevecht tegen toenmalig UFC-kampioen middengewicht Bisping.

## Film en televisie
Henderson was in 2006 te zien (als zichzelf) in een aflevering van The King of Queens en had in 2010 een gastrol in de comedyserie Cubed. Hij speelde in 2012 Officer Fizzari in de actiefilm Dragon Eyes en in 2016 Johnny Brooker in de actiefilm Blunt Force.
- International Standard Name Identifier: 0000 0000 7541 7610
- Library of Congress Control Number: no2010004290
- Virtual International Authority File: 106860717
- WorldCat: E39PBJqfGgpmkcQYVGQWXhFFrq